# Türkeş
Türkeş è un comune dell'Azerbaigian situato nel distretto di Şahbuz.